# Kikucsi Kan
Kikucsi Kan (japánul: 菊池 寛, Hepburn-átírással: Kikuchi Kan) (Takamacu, 1888. december 26. – 1948. március 6.) japán próza- és drámaíró.

## Élete
Valódi neve Kikucsi Hirosi. A Kagava prefektúrabeli Takamacuban született elszegényedett szamuráj-tudós családba. Különféle ingyenes iskolák után (a tokiói Első Országos Felsőbb Iskolában ismerkedett meg későbbi híres pályatársával, Akutagava Rjúnoszukéval) a Kiotói Egyetemen szerzett diplomát 1916-ban angol irodalomból. 1923-ban saját folyóiratot alapított, részben a marxista írók erőszakos térfoglalása miatt: a Bungei Sundzsú népszerűsége azóta is töretlen, ez ítéli oda a Kikucsi által barátja emlékére alapított Akutagava-díjat és a szintén általa alapított Naoki-díjat – egyik a szépirodalmi, másik a populáris irodalmi eredmények elismerésére szolgál. Kikucsi Kan hozta létre ezenkívül a japán Írószövetséget és a róla elnevezett Kikucsi Kan-díjat is.

## Művészete
1920-ban egy oszakai és egy tokiói lap is folytatásokban közölte monumentális regényét, a Sindzsu fudzsin-t („Gyöngy asszony”), érzelmes és igen népszerű prózai művei első darabját. Ugyanebben az évben mutatta be egy nagy tokiói színház 1917-ben írott színművét, a Csicsi kaeru-t („Apa hazatér”). Ezzel és más darabjaival a japán polgári dráma megteremtőjévé vált. Színpadi művein Bernard Shaw hatása érződik, de sok rokon vonást mutatnak Molnár Ferenc munkásságával is. Magyarul „Aki menti az öngyilkost” című 1916-os novellája jelent meg a Modern japán elbeszélők antológiában (Európa, 1967).